# Crisis de Nicaragua de 1894-1895

Mapa de América Central en 1862, antes de la absorción definitiva de Costa de Mosquitos en 1894. Desde 1860 en teoría la Reserva Misquita ya formaba parte de Nicaragua, pero en la práctica era un cuasi-estado independiente bajo influencia del Imperio británico.

La crisis de Nicaragua de 1894-1895 fue desencadenada por la anexión nicaragüense de la Costa de Mosquitos (que había sido un protectorado del Imperio británico), lo que llevó a la ocupación británica temporal de Corinto. Finalmente se confirmó el éxito de la anexión de ese territorio por parte de Nicaragua.

## Tratado de Managua
El 28 de enero de 1860 el Imperio británico y Nicaragua firmaron el Tratado de Managua, que transfirió a Nicaragua la soberanía sobre toda la costa caribeña desde Cabo Gracias a Dios hasta Greytown (ahora llamado San Juan del Norte), pero concedía autonomía a los miskitos en la Reserva Mosquita, un área más limitada que la que tenían antes. El rey Jorge Augusto Federico de Mosquitia aceptó este cambio con la condición de conservar su autoridad local y recibir una subvención anual de 1000 libras esterlinas hasta 1870. A su muerte en 1865, Nicaragua se negó a reconocer a su sucesor, William Henry Clarence.
No obstante, la reserva continuó gobernada por un jefe electo, con la ayuda de un consejo administrativo que se reunía en Bluefields; y los miskitos negaron que la soberanía de Nicaragua implicara derecho alguno a interferir en sus asuntos internos. La cuestión se remitió para arbitraje al emperador Francisco José I de Austria, cuyo laudo (publicado en 1880) confirmó la postura de los indígenas y afirmó que la soberanía de Nicaragua estaba limitada por el derecho de los miskitos a autogobernarse.

## Anexión de la Reserva Mosquito

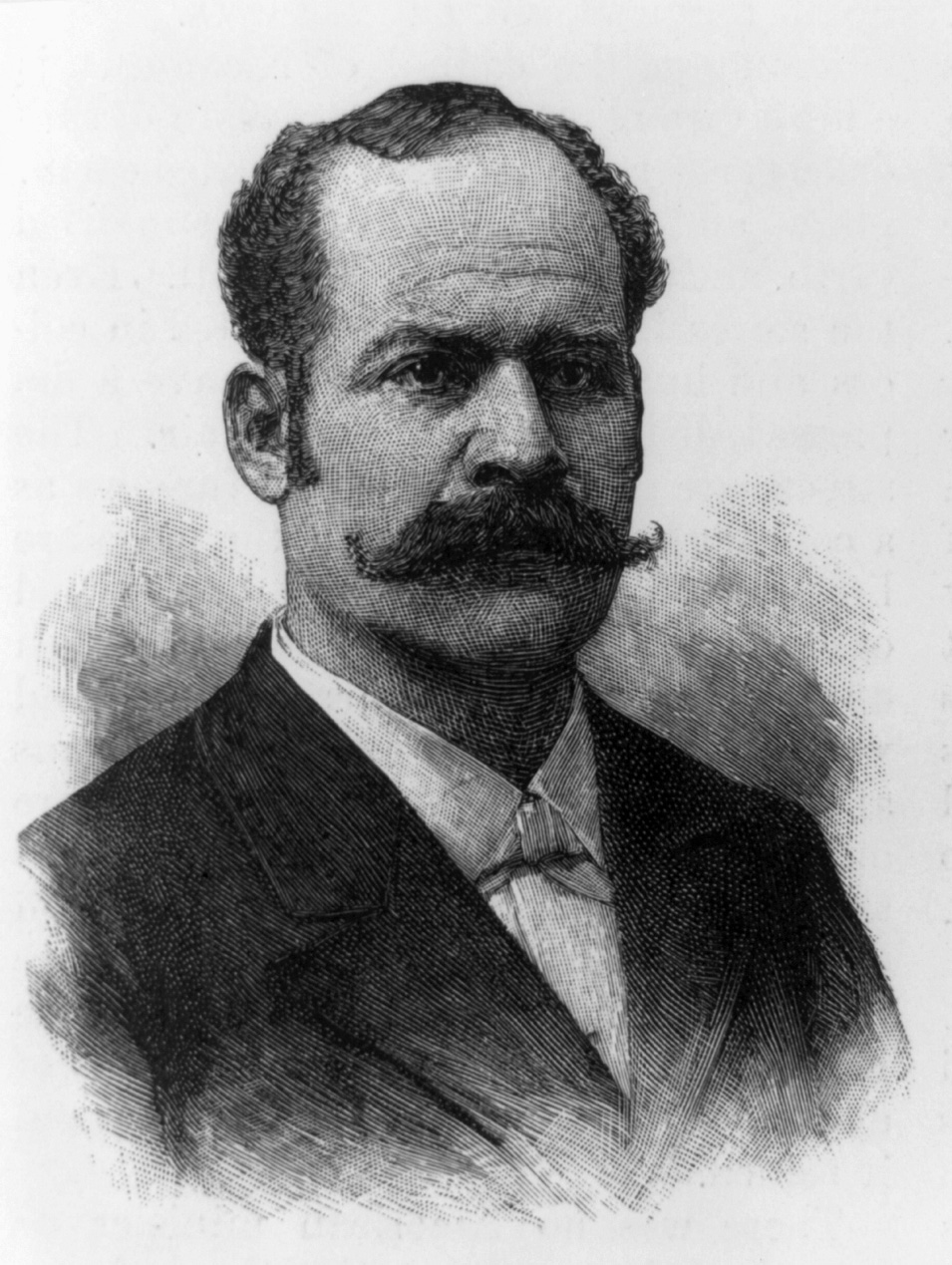
José Santos Zelaya, presidente de Nicaragua desde 1893 hasta 1909.

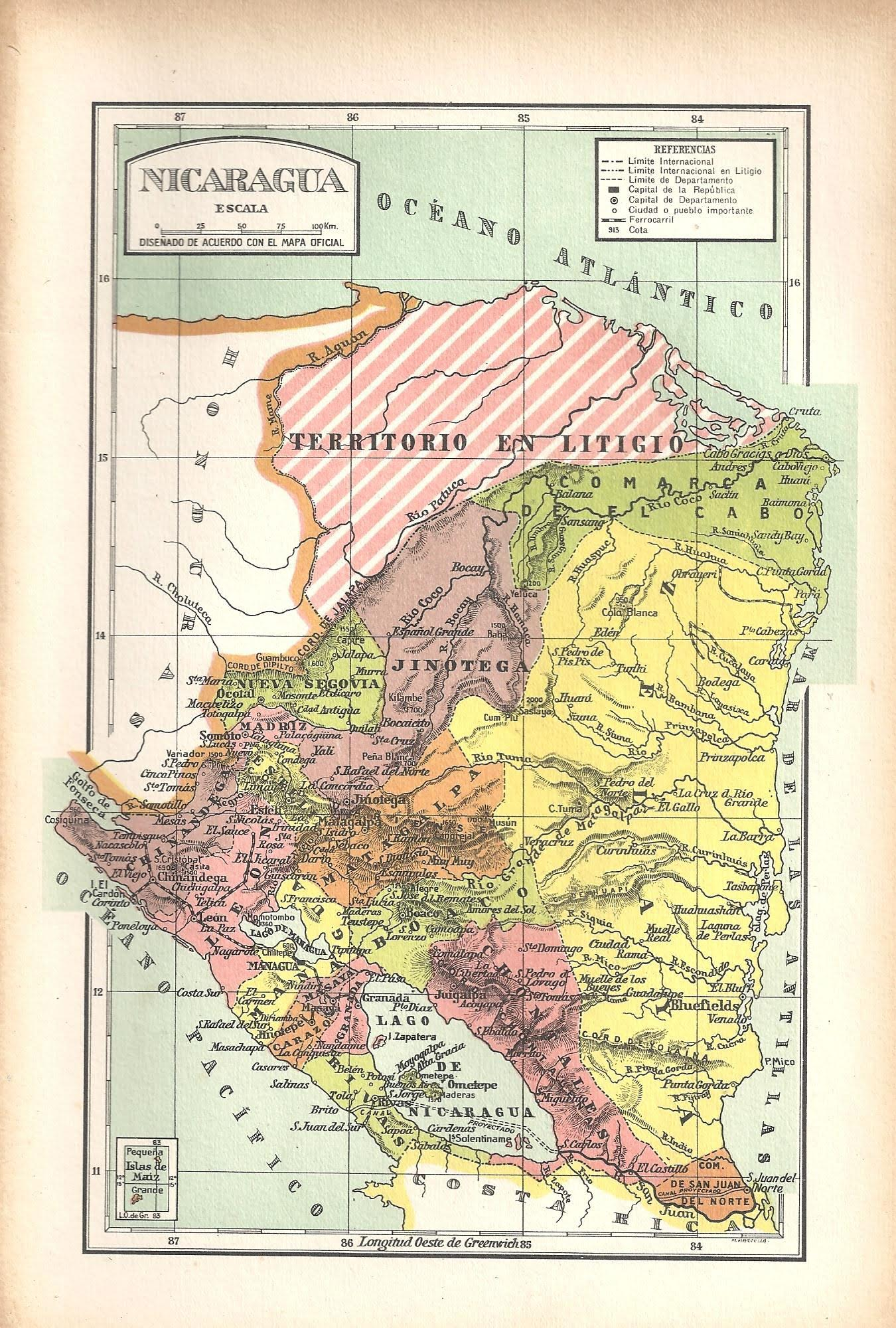
Mapa de Nicaragua en 1894 tras la anexión de Mosquitia, convertida en el Departamento de Zelaya.

A principios de 1894 durante el gobierno de José Santos Zelaya, en una operación efectuada por Rigoberto Cabezas, Nicaragua invadió la Reserva Mosquito, ocupó Bluefields y depuso al príncipe Robert Henry Clarence, su jefe hereditario, el 12 de febrero de 1894. Sin embargo, la intervención británica y estadounidense la expulsó en julio. Aunque Estados Unidos desembarcó tropas en Bluefields junto a los británicos luego intervino diplomáticamente a favor de Nicaragua, y presionó a Reino Unido para que se retirara. 
Tras la retirada de las fuerzas británicas, estalló un motín en la ciudad de Bluefields, lo que dio lugar a una segunda invasión nicaragüense. En agosto, 11 súbditos británicos y 2 súbditos estadounidenses fueron arrestados por su participación en el motín y enviados a Managua para ser juzgados. Las tropas nicaragüenses permanecieron allí e iniciaron el proceso de reincorporación política del territorio Mosquito.
Tras disfrutar de una autonomía casi completa durante catorce años, el 20 de noviembre de 1894, la Reserva Mosquito se incorporó formalmente a la República de Nicaragua por iniciativa del presidente nicaragüense José Santos Zelaya. La antigua Costa Mosquito pasó a ser un departamento nicaragüense con el nombre de Departamento de Zelaya.

## Ocupación británica de Corinto y retirada

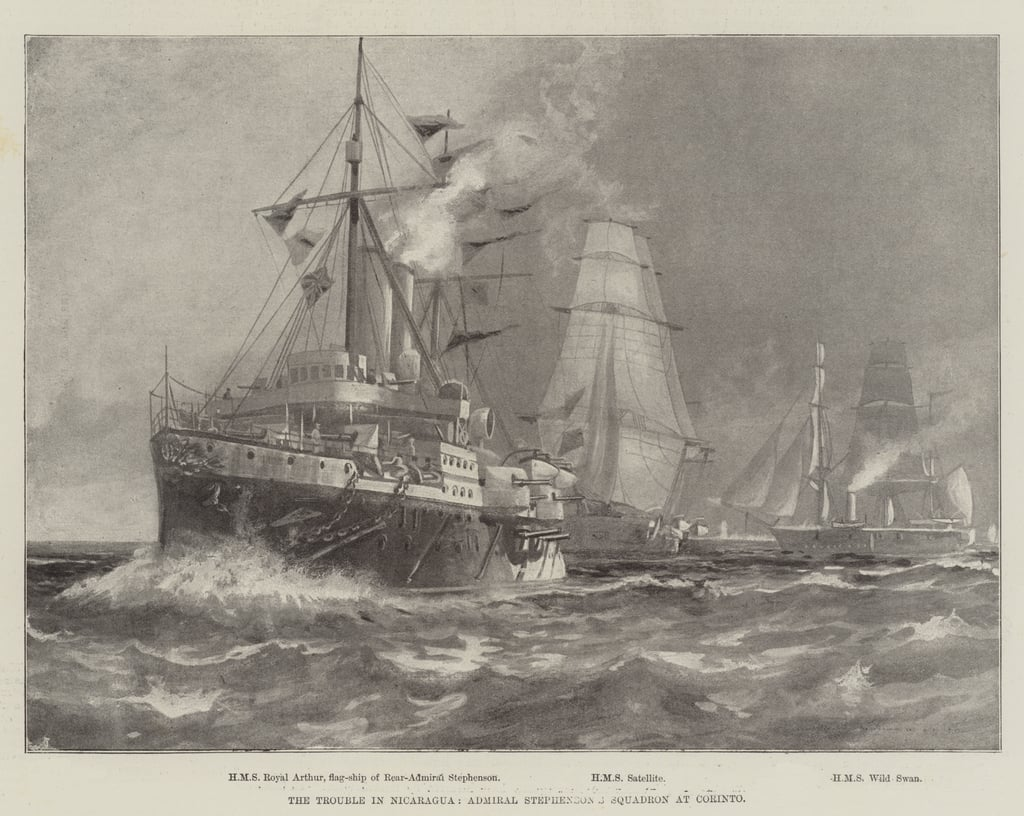
La escuadra de la Marina Real Británica dirigida por el almirante Stephenson en Corinto. Ilustración para The Illustrated London News, 4 de mayo de 1895.

Cuando Nicaragua se negó a pagar al Reino Unido una indemnización por la anexión de la Reserva Mosquito, los británicos respondieron ocupando el puerto nicaragüense de Corinto en el Pacífico el 27 de abril de 1895. EE.UU. protestó de nuevo al gobierno británico por la ocupación y le presionó diplomáticamente. Finalmente, los británicos se marcharon después de recibir indemnizaciones del gobierno nicaragüense.

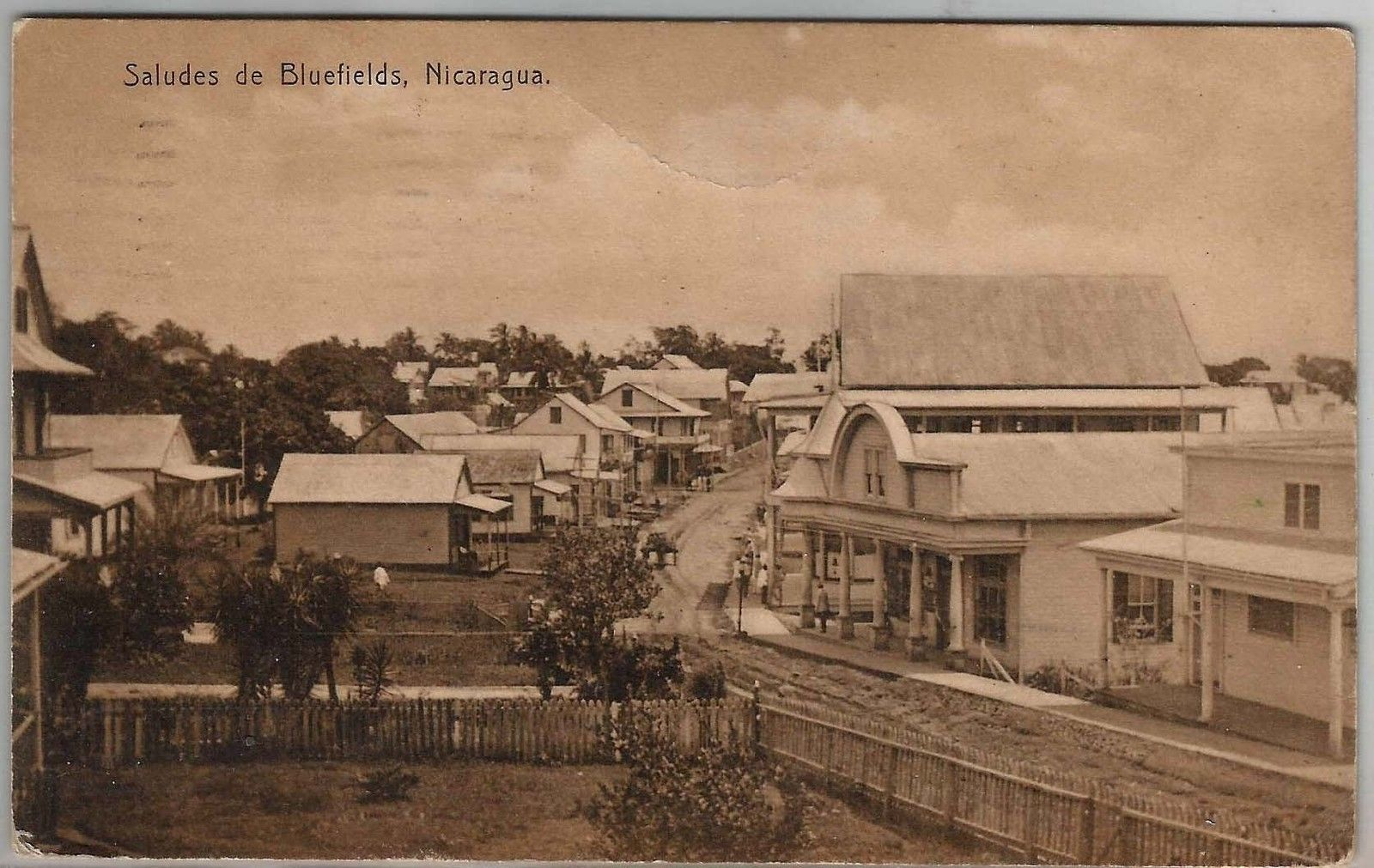
Bluefields en torno al año 1910.

La actitud agresiva de Zelaya había dado sus frutos; y el Imperio británico, que probablemente no quería ir a la guerra, malgastar recursos por esta tierra lejana sin interés estratégico para ellos (puesto que ya poseían la Honduras Británica, actual Belice) y empeorar sus relaciones diplomáticas con EE.UU., acabó reconociendo la toma nicaragüense del área por medio del Tratado Altamirano-Harrison en 1905, a cambio de garantizar a los nativos exención de impuestos y del servicio militar y garantizarles vivir en sus aldeas y territorios ancestrales según sus costumbres propias.